# Lactarius torminosus
Lactarius torminosus é uma espécie de fungo da família de cogumelos Russulaceae. Os grandes corpos de frutificação produzidos pelo fungo possuem um píleo ou "chapéu" com formato convexo ou de funil, de cor rosa, e que pode atingir até 12 centímetros de diâmetro. Nos cogumelos jovens, a superfície da margem do chapéu é peluda. A estipe ou tronco mede até 8 cm de altura, é preenchido com um conteúdo de aspecto algodonoso quando fungo está jovem e tem uma carne bege ou branca. A substância leitosa produzida pela espécie, o látex, é branco ou cor de creme e não muda de cor quando exposto ao ar ambiente.
Descrito cientificamente pelo naturalista alemão Jacob Christian Schäffer em 1774, L. torminosus pode ser encontrado na natureza no Reino Unido, norte da Europa, e também na América do Norte, onde é comum. O cogumelo forma micorrizas, um tipo de associação simbiótica, com bétulas e cicutas em florestas mistas. É considerado um cogumelo venenoso se ingerido cru, mas, em países nórdicos como Finlândia e Noruega, é apreciado pelo seu sabor picante após o cozimento. Possui toxinas altamente irritantes para o sistema digestivo humano.

## Taxonomia, classificação e filogenia
A espécie Lactarius torminosus foi descrita pela primeira vez na literatura científica pelo naturalista alemão Jacob Christian Schäffer em 1774. Na época, recebeu o nome Agaricus torminosus. Sete anos depois, em 1781, o botânico francês Jean Pierre Bulliard batizou a espécie de Agaricus necator, ilustrando-a no primeiro volume da sua obra Herbier de la France. Este epíteto foi transferido mais tarde, em 1800, para o gênero Lactarius por Christiaan Persoon, resultando no nome Lactarius necator. Atualmente, ambas as formas com o epíteto necator são consideradas sinônimos de L. torminosus.
Otto Kuntze, por sua vez, optou por classificar o fungo dentro do gênero Lactifluus (Lactifluus torminosus Kuntze, 1891), enquanto Paul Kummer sugeriu que o posicionamento apropriado era dentro dos Galorrheus (Galorrheus torminosus, Kummer, 1871). Até a "ressurreição" dos Lactifluus no século XXI, esses dois gêneros foram considerados por muito tempo como uma segregação desnecessária dos Lactarius. Outro sinônimo para a espécie é Lactarius necans, dado por Samuel Frederick Gray. Ele também atribui ao cogumelo seu nome moderno, quando o transferiu para os Lactarius pela primeira vez, na obra Natural Arrangement of British Plants de 1821.
Lactarius torminosus está classificado no subgênero Piperites, seção Piperites (na qual é a espécie-tipo), subseção Piperites, dentro do gênero Lactarius. Espécies nesta subseção são caracterizadas por possuírem látex - a substância leitosa produzida pelo fungo - que não fica com uma cor amarela após ser exposto ao ar ambiente, e/ou que não mancha a superfície do cogumelo, ou o local em que ele é cortado, com essa cor. Um estudo feito em 2004, no qual foi realizada uma análise filogenética de alguns Lactarius encontrados na Europa, concluiu que L. torminosus está intimamente relacionada com L. torminosulus, e que estas duas espécies são filogeneticamente próximas de um outro grupo formado por L. tesquorum, L. scoticus e L. pubescens.
O epíteto específico vem do termo em latim "torminosus" que significa "atormentando" ou "causando cólicas", e refere-se ao fato de que ele provoca problemas gastrointestinais caso seja ingerido. Os cogumelos do gênero Lactarius são comumente conhecidos nos países de língua inglesa como "milkcaps", e L. torminosus é popularmente chamado de "shaggy milkcap", "pink-fringed milkcap", "woolly milkcap" (também escrito "wooly") ou "bearded milkcap". Já em espanhol, seu nome popular é "falso níscalo".

## Descrição
O píleo - o "chapéu" do cogumelo - do L. torminosus mede entre 2 e 12 cm de largura e é inicialmente convexo, mas à medida que o fungo envelhece, seu centro forma uma depressão, e as bordas externas se levantam até que finalmente ele assume a forma de um funil raso. A margem do píleo é enrolada para dentro, e quando jovem é coberta com uma densa camada de pêlos, que murcha com o tempo, assumindo o aspecto de fibras esbranquiçadas. Da mesma forma, a superfície do píleo é inicialmente coberta com uma camada grossa de pêlos, mas, eventualmente, essa pilificação se desgasta, deixando a superfície lisa. Ela é pegajosa a viscosa, e lisa na porção central quando o fungo é jovem, muitas vezes com zonas concêntricas esbranquiçadas. A cor do chapéu como um todo vai do rosa-alaranjado ao rosa pálido maçante, tornando-se laranja a esbranquiçado na margem, com o rosa desvanecendo-se gradualmente. A carne é branca e firme, mas torna-se flácida com a idade. O látex, substância leitosa produzida pelo fungo e que é liberado quando o tecido do cogumelo é cortado ou danificado, é branco a creme, e não muda de cor com a exposição prolongada ao ar, nem mancha as lamelas. Tem um gosto azedo, com um odor descrito como leve a pungente.
A estipe, o "tronco" ou "caule" do cogumelo, mede de 1,5 a 8 cm de comprimento e 0,6 a 2 cm de espessura. Ela é frágil, mais ou menos igual em espessura em toda sua extensão, cilíndrica ou estreitada na base. A superfície da estipe é seca, lisa ou como se tivesse um pó fino esbranquiçado sobre sua superfície. Sua cor é rosa pálido a amarelado ou laranja-rosado a laranja claro, por vezes manchada. A carne do tronco é firme, bege ou branca, e recheado (como se fosse cheio de algodão), mas eventualmente torna-se oco. As lamelas são curtas e decorrentes (estendendo-se pouco abaixo do comprimento da estipe), amontoadas, estreitas, e são, por vezes, bifurcadas próximo do tronco. Sua cor é esbranquiçada, tornando-se vinhosa pálida (cor de vinho tinto) a laranja pálido ou creme tingido de vinho, mudando aos poucos para bronze pálido a medida que o fungo envelhece.

### Características microscópicas
L. torminosus produz uma impressão de esporos, técnica usada na identificação de fungos, de cor creme a amarelo pálido. Os esporos medem 8 a 10,2 por 5,8 a 6,6 micrômetros (µm), são hialinos (translúcidos) e possuem uma forma aproximadamente esférica a amplamente elíptica em vista lateral. A ornamentação da superfície dos esporos é amiloide, o que significa que absorvem o iodo quando corados com o reagente de Melzer, parcialmente reticulada, com cristas interrompidas e algumas poucas verrugas isoladas. As proeminências atingem aproximadamente 0,5 a 0,7 µm de altura, com um apiculus facilmente perceptível. Os basídios, as células portadoras de esporos, possuem quatro esporos cada, medem 30 a 47,7 por 7,3 a 8,2 µm, tem formato cilíndrico e são hialinos. Os pleurocistídios - cistídios da face lamelar - só estão presentes na forma de macrocistídios (cistídios muito longos) embutidos e originários do himênio e logo abaixo dele, medindo 40,3 a 80 por 5,1 a 9,5 µm. Os macrocistídios são abundantes, fusiformes, diminuindo gradualmente de largura nas pontas, com conteúdo hialino granular. Os queilocistídios, cistídios na borda das lamelas, medem 30 a 52 por 4,5 a 8 µm, e também se apresentam na forma de macrocistídios.

### Variedades
Lactarius normandensis foi descrito por Alexander H. Smith em 1960 para dar conta da espécie norte-americana que se assemelha a L. torminosus, mas que ao contrário desta possui um látex que muda de cor do branco para o amarelo após a exposição ao ar, e que mancha tecidos e papéis de amarelo. Hesler e Smith reduziram este táxon ao status de variedade em 1979. As amostras de Lactarius torminosus var. normandensis, como é conhecida hoje, foram coletadas em Idaho, Michigan e Wisconsin, nos Estados Unidos; Quebec, no Canadá e também na Suíça. A variedade se assemelha ao Lactarius pubescens var. betulae, mas pode ser diferenciada pelos seus pleurocistídios e esporos maiores, com uma ornamentação de esporos um pouco diferente e seu sabor fortemente azedo, que chega a "queimar". O holótipo de amostras, coletadas por Smith em 1956 próximo de Nordman, Idaho, é mantido na coleção de fungos do Herbarium da Universidade de Michigan.

### Espécies semelhantes
Lactarius torminosulus é uma versão anã de L. torminosus, uma espécie ártica associada a Betula nana ou B. glandulosa. Os corpos frutíferos imaturos de L. scrobiculatus se assemelham aos de L. torminosus, mas eles têm um látex branco que logo muda para amarelo após a exposição ao ar, e suas estipes têm pontos brilhantes deprimidos. Os chapéus da pouco conhecida espécie L. cilicioides são zoneados e seus esporos são menores. L. pubescens é fisicamente muito semelhante, mas pode ser distinguido por sua cor mais pálida e esporos menores (6 a 8,5 por 5 a 6,5 μm). L. controversus tem um chapéu cuja borda não é tão peluda, lamelas esbranquiçadas a cor de creme e esporos maiores, que medem 7,5 a 10 por 6 a 7,5 μm.

## Ecologia, distribuição e habitat
Lactarius torminosus é uma espécie de fungo micorrízico, e que portanto desempenha um papel importante na absorção de nutrientes e água pelas árvores. Ele cresce em associação com a bétula e a cicuta em florestas mistas. Ele também é conhecido por crescer em ambientes urbanos, onde as bétulas estão próximas. Os corpos frutíferos crescem no chão, espalhados ou agrupados. É encontrado em todo o Reino Unido, norte da Europa, e também é comum na América do Norte, onde, por vezes, cresce com espécies de Populus. Sua área de distribuição geográfica se estende ao norte até o estado do Alasca, nos Estados Unidos, e o território canadense de Yukon; e seu limite sul é o México.
Os corpos de frutificação são um componente da dieta do esquilo vermelho Sciurus vulgaris. Os cogumelos Lactarius torminosus podem ser parasitados pelo bolor Hypomyces lithuanicus.

## Comestibilidade e toxicidade

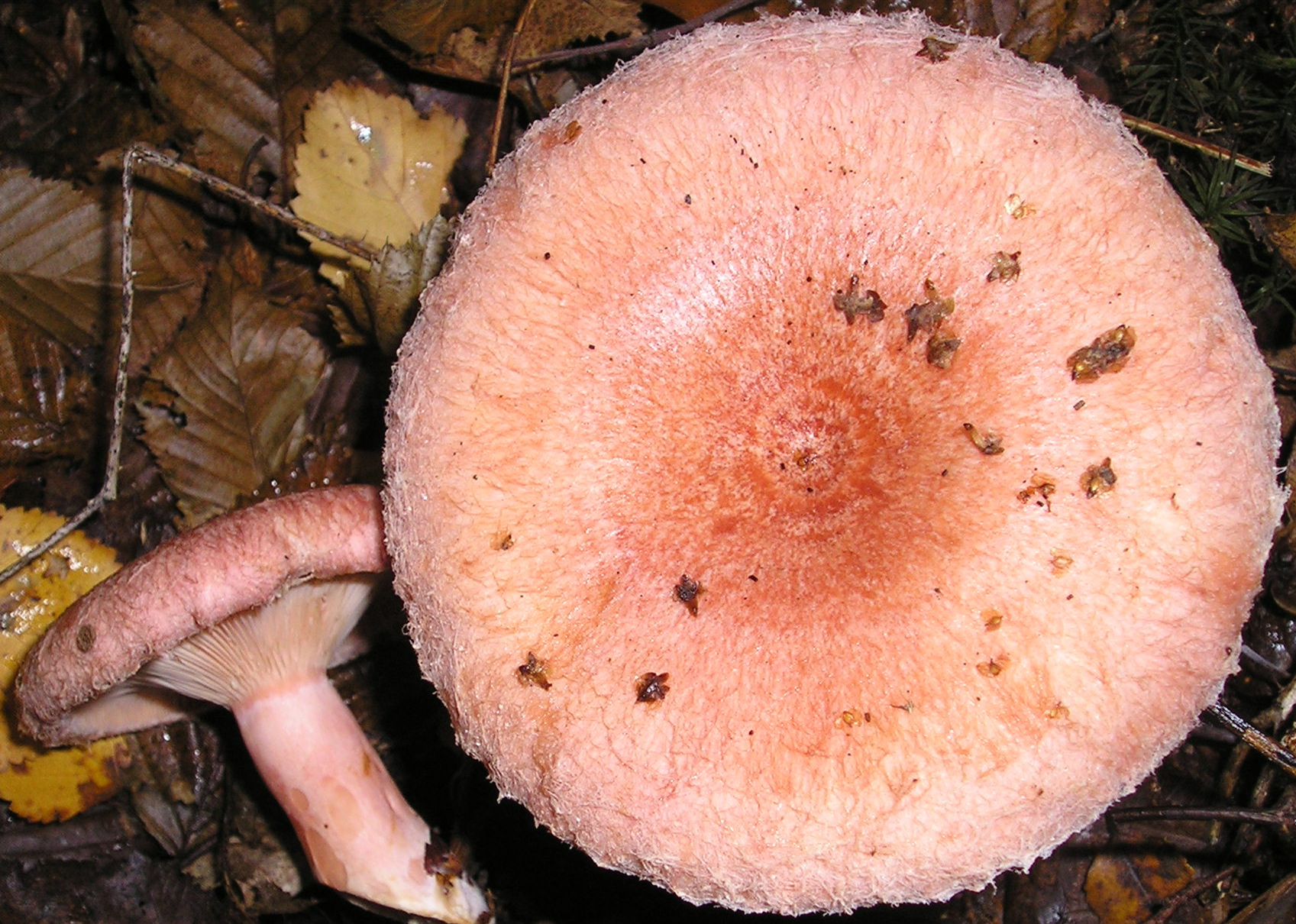
L. torminosus é venenoso se consumido cru.

O sabor intensamente apimentado do cogumelo cru pode empolar a língua se a ingestão for em quantidade suficiente. Alguns autores relataram a espécie como venenosa, ou causando "uma gastroenterite leve a fatal". Em uma publicação de 1930, Hans Steidle relatou que, embora o cogumelo não seja tóxico para os "organismos unicelulares e de sangue-frio", o extrato líquido e o sumo dos corpos frutíferos, quando injetados sob a pele de um sapo, resulta em distúrbios respiratórios, paralisia e eventualmente a morte. Apesar desses relatos, na Finlândia, na Rússia e em outros países do norte da Europa é cogumelo é consumido após a fervura ou imersão em cinco dias, em conserva e apreciado por seu sabor quente e ardente. Na Noruega, é assado e adicionado ao café. A composição nutritiva dos corpos frutíferos de espécimes finlandeses foi analisada e encontrada com contendo os seguintes componentes (em porcentagem do peso seco): 17,2% de proteínas; 0,46% de fósforo; 0,12% de cálcio; 0,088% de magnésio; 2,97% de potássio e 0,011% de sódio.

### Compostos bioativos
Lactarius torminosus contém a lactona 15-hidroxiblennin A, um sesquiterpeno do tipo lactarane. Este sesquiterpeno tem um esqueleto lactarane, similar aos compostos encontrados em outras espécies do gênero Lactarius, como o Lactarius deliciosus, Lactarius blennius (blennin A) e Lactarius rufus (lactarorufin N, deoxydihydroketolactarorufin N). Os corpos frutíferos contêm uma série de esteróis, dos quais o ergosterol é o componente predominante em 60,5% (do total de esteróis), seguido pelos derivados ergosterol ergost-7-en-3-ol (13,7%), ergosta-7-22-dien-3-ol (8,3%) e ergosta-5/7-dien-3-ol (17,0%). Os cogumelos também contém o composto velleral, um produto da decomposição da estearílico-velutinal, que está contido dentro das células lactíferas especializadas de hifas que produzem o látex do cogumelo. Os cientistas acreditam que esse tipo de célula produz tais compostos químicos para atuar como agentes defensivos, pois são tóxicos para seres humanos e outros vertebrados, evitando que o cogumelo seja consumido. O velleral, que tem um gosto extremamente picante, é talvez o responsável pela toxicidade do fungo, e está presente em uma concentração de 0,16 mg/g de cogumelos.